# Métox (indice)
 (mars 2012).
Si vous disposez d'ouvrages ou d'articles de référence ou si vous connaissez des sites web de qualité traitant du thème abordé ici, merci de compléter l'article en donnant les références utiles à sa vérifiabilité et en les liant à la section « Notes et références ».
 (mars 2012).
Le métox (abréviation de métaux toxiques) est un indice quantifiant certaines pollutions toxiques des eaux douces, saumâtres, salées, superficielles ou souterraines.
C'est l'indice officiel, développé par les Agences de l'eau et utilisé conformément à l'article R. 213-48-3 du code de l'environnement pour calculer les redevances que certains pollueurs (généralement industriels) doivent verser aux agences de bassin (ces écotaxes étant utilisées pour financer les Agences et lutter contre la pollution des eaux, par grand bassin). 

## Définition
Le métox n'est pas un indicateur global de pollution, ni totalement descriptif.
Il considère et additionne individuellement des valeurs estimées pour huit polluants majeurs et non biodégradables que sont : l’arsenic et sept métaux lourds: mercure, cadmium, plomb, nickel, cuivre, chrome et zinc.
Il ne prend pas en compte les synergies qui existent entre ces polluants ou entre ces polluants et d'autres, ni le fait que le milieu récepteur est déjà plus ou moins pollué et donc plus ou moins sensible à une pollution supplémentaire.
Le métox est une unité qui exprime un niveau relatif de pollution par des toxiques durables, dans des effluents.
Chacun des éléments cités ci-dessus est analysé dans l'eau. Il est affecté d’un coefficient d’autant plus élevé que sa toxicité à long terme est importante, selon les données scientifiques disponibles.
Les coefficients multiplicateurs sont les suivants :
- le mercure et le cadmium sont multipliés par 50,
- l’arsenic et le plomb par 10,
- le nickel et le cuivre par 5
- le chrome et le zinc par 1.

Chaque coefficient a été calculé à partir de tests biologiques et sur validation d’experts. Le métox est exprimé par la somme moyenne par unité de temps (généralement la journée) de la masse d’éléments multipliée respectivement par les coefficients définis ci-dessus. Par exemple un rejet de 2 g/j de mercure et de 10 g/j de cuivre donne :
```
2 × 50 + 10 × 5 = 
150 
g
 de métox/j
```

Le mercure, beaucoup plus toxique a un coefficient de pondération 50 fois supérieur à celui du zinc nettement moins toxique ;

Un flux de métox est exprimé en équivalent habitant (Exemple : rejet moyen de 0,23 g/j par habitant).

## Limites de ce mode de calcul
Le Métox n'intègre pas tous les polluants (il peut sous-estimer gravement la toxicité d'un rejet), mais il permet une certaine comparaison de rejets différents contenant plusieurs des polluants cités ci-dessus. Pour les raisons suivantes, il ne permet aucune interprétation écotoxicologique vraie des résultats :
- il ne prend pas en compte d'éventuelles synergies et/ou antagonismes entre polluants ou entre polluants et d'autres substances.
- il ne surpondère pas les spéciations (forme chimique des éléments) les plus toxiques : ex le Chrome VI est bien plus toxique que le chrome, mais on leur attribue le même coefficient.
- le métox ne différentie pas non plus la biodisponibilité des polluants (ex : le méthyl-mercure est beaucoup plus biodisponible que le mercure, mais il garde la même valeur que le mercure pour le calcul des métox).

## Autres indicateurs ou indices proches[1]
Existent aussi :
- L’Indicateur de Pollution Métallique (MPI), mis en place dans le cadre du PIREN-Seine[2] en référence à cinq métaux : Cd, Cu, Pb, Zn et Hg
- L’indice de pollution polymétallique de l’Agence de l’Eau Seine-Normandie (AESN) se calcule en deux temps[3],[4], aussi nommé  « Metal Concentration Factors (CF ou FC) » dans la littérature scientifique (Ruiz-Fernàndez et al., 2003).
- L'indice Geoaccumulation index, créé par Müller[5] (1979) pour quantifier l'accumulation de métaux dans des sédiments pollués.  Il est noté Igeo[6],[7]
- l'indice Sediment Pollution Index (SPI), basé sur Cr, Zn, Ni, Cu, Pb et Cd (avec un facteur de pondération w)[5],[6].

Avec des approches différentes, plusieurs pays ont aussi créé des indicateurs de contamination de cours d’eau pour différents polluants (ou des "niveaux guides" (sediments guidelines) pour les sédiments. Certains de ces seuils ou indices intègrent des critères d'acceptabilité sociale ou de faisabilité économique (Meybeck et al., 2003).

En complément des tests de toxicité chronique ou de Toxicité aiguë peuvent être faits, et l'évaluation environnementale d'une pollution se base au moins aussi sur les paramètres suivants :
- Matière en suspension (MES) / turbidité
- Matières oxydables (MO)
- Matières inhibitrices (MI)
- pH, température, sulfates
- Azote réduit (NR)
- Phosphore total (P)
- Composés Organohalogénés (AOX)
- Carbone organique total
- Pesticides
- Radioactivité
- et de plus en plus résidus de médicaments[8], perturbateurs endocriniens